# Лоренс (Массачусетс)
Лоренс (англ. Lawrence) — місто (англ. city) на північному сході США, в окрузі Ессекс штату Массачусетс. Розташований у Новій Англії на річці Мерримак. Населення — 89 143 особи (2020), разом із сусіднім містом Гейверілем та загальною приміською зоною — 232 тис. жителів.

## Географія
Лоренс розташований за координатами 42°42′1″ пн. ш. 71°9′41″ зх. д. / 42.70028° пн. ш. 71.16139° зх. д. (42.700273, -71.161357). За даними Бюро перепису населення США в 2010 році місто мало площу 19,18 км², з яких 17,94 км² — суходіл та 1,24 км² — водойми.

### Клімат
| Клімат : Лоренс       | Клімат : Лоренс | Клімат : Лоренс | Клімат : Лоренс | Клімат : Лоренс | Клімат : Лоренс | Клімат : Лоренс | Клімат : Лоренс | Клімат : Лоренс | Клімат : Лоренс | Клімат : Лоренс | Клімат : Лоренс | Клімат : Лоренс | Клімат : Лоренс |
| Показник              | Січ.            | Лют.            | Бер.            | Квіт.           | Трав.           | Черв.           | Лип.            | Серп.           | Вер.            | Жовт.           | Лист.           | Груд.           | Рік             |
| Середній максимум, °C | 1,1             | 2,4             | 7,3             | 13,7            | 20,1            | 25,2            | 28,1            | 27,3            | 22,7            | 16,9            | 10,4            | 3,4             | 14,9            |
| Середній мінімум, °C  | −9,2            | −8,4            | −2,8            | 2,8             | 8,5             | 13,7            | 16,8            | 15,9            | 11,2            | 5,3             | 0,6             | −5,9            | 4,1             |
| --------------------- | --------------- | --------------- | --------------- | --------------- | --------------- | --------------- | --------------- | --------------- | --------------- | --------------- | --------------- | --------------- | --------------- |

## Демографія
Згідно з переписом 2010 року, у місті мешкало 76 377 осіб у 25 181 домогосподарстві у складі 17 501 родини. Густота населення становила 3982 особи/км². Було 27137 помешкань (1415/км²).
Расовий склад населення:
| - 42,8 % — білих - 7,6 % — чорних або афроамериканців - 2,5 % — азіатів - 1,3 % — корінних американців - 0,1 % — вихідців з тихоокеанських островів - 39,3 % — осіб інших рас |

До двох чи більше рас належало 6,5 %. Частка іспаномовних становила 73,8 % від усіх жителів.
За віковим діапазоном населення розподілялося таким чином: 29,0 % — особи молодші 18 років, 62,4 % — особи у віці 18—64 років, 8,6 % — особи у віці 65 років та старші. Медіана віку мешканця становила 30,5 року. На 100 осіб жіночої статі у місті припадало 92,9 чоловіків; на 100 жінок у віці від 18 років та старших — 88,5 чоловіків також старших 18 років.
Середній дохід на одне домашнє господарство становив 48 272 долари США (медіана — 34 852), а середній дохід на одну сім'ю — 49 900 доларів (медіана — 36 600). Медіана доходів становила 36 828 доларів для чоловіків та 29 679 доларів для жінок. За межею бідності перебувало 28,4 % осіб, у тому числі 39,1 % дітей у віці до 18 років та 29,6 % осіб у віці 65 років та старших.
Цивільне працевлаштоване населення становило 33 589 осіб. Основні галузі зайнятості: освіта, охорона здоров'я та соціальна допомога — 22,0 %, виробництво — 19,7 %, роздрібна торгівля — 12,6 %, науковці, спеціалісти, менеджери — 11,6 %.

## Промисловість
У місті розвинені текстильна, швацька, шкіряно-взуттєва, радіоелектронна, гумова, паперова, військова промисловість, налагоджено виробництво обладнання для текстильної та взуттєвої промисловості. Працює в промисловості близько 40 тис. осіб (з них 15 тис. осіб — в межах Лоренса).

## Відомі люди
- Тельма Тодд (1906—1935) — американська актриса.
- Леонард Бернстайн (1918—1990) — американський диригент, композитор, піаніст, педагог та просвітитель єврейсько-українського походження.